# Bevingen (Sint-Truiden)
Bevingen is een kerkdorp in de stad Sint-Truiden in de Belgische provincie Limburg. Bevingen ligt in het zuiden van de stad en gedeeltelijk eraan vastgebouwd.

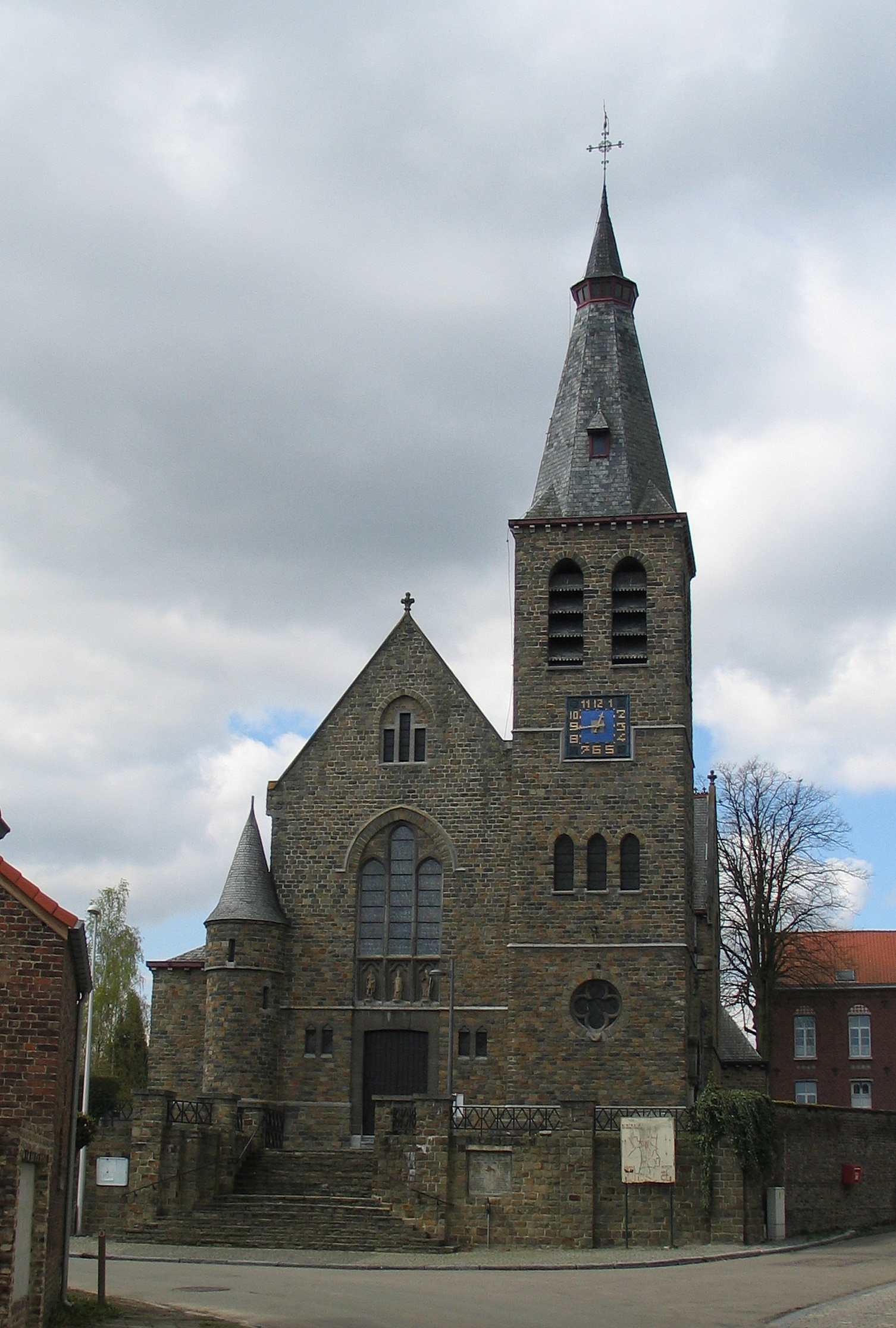
Sint-Lambertuskerk

## Geschiedenis
Bevingen kreeg reeds in de tweede helft van de 11e eeuw een kerk.
De Villaretkaart uit het midden van de 18de eeuw en de Ferrariskaart uit de jaren 1770 tonen hier het dorpje Bevinghen. Op het eind van het ancien régime, toen tijdens de Franse bezetting op het eind van de 18de eeuw de gemeenten werden gecreëerd, werd in 1795 Bevingen bij de gemeente Sint-Truiden gevoegd.
In het midden van de 19de eeuw werd de oostzijde van het dorp doorsneden door de rechte Naamsesteenweg.
Tijdens de Tweede Wereldoorlog werd door de Duitsers op het domein van Kasteel Rochendaal een Fliegerdorf gebouwd met een groot aantal bakstenen gebouwen. Dit speelde een rol bij de nabijgelegen Vliegbasis Brustem. Na de Bevrijding hebben de Amerikanen nog gebruik gemaakt van dit dorp, dat enige luxe verschafte, zoals een zwembad. Vervolgens werd het een opleidingscentrum voor de Belgische luchtmacht, dat echter in 1996 werd gesloten. Een deel van het complex werd een asielzoekerscentrum. In 2012 werd bekendgemaakt dat er 300 woningen op het terrein zouden worden gebouwd.

## Bezienswaardigheden
- De Sint-Lambertuskerk uit 1925.
- Hoeve De Oude Leeuwerik, aan Bevingen-Dorp 2, met een kern uit de 2e helft van de 18e eeuw.
- Steegstraat 55, een hoeve met een kern uit de 17e eeuw.
- Kasteel Rochendaal

## Natuur en landschap
Bevingen ligt in Droog-Haspengouw, en wel in de vallei van de Cicindriabeek, welke van zuid naar noord over het grondgebied van Bevingen loopt. Ten zuiden van Bevingen loopt de Romeinse Steenweg, een heerbaan van Tongeren naar Boulogne-sur-Mer, van oost naar west. Het tracé van deze weg is over anderhalve kilometer onderbroken door de Vliegbasis Brustem, welke zich ten oosten van Bevingen bevindt. Afgezien van enige verstedelijking in het noorden, wordt de omgeving vooral gekenmerkt door de fruitteelt.

## Verkeer en vervoer
Door Bevingen loopt de N80 (Naamsesteenweg) van Sint-Truiden richting Namen.

## Nabijgelegen kernen
Halmaal, Sint-Truiden (Zerkingen), Kerkom-bij-Sint-Truiden

## Trivia
Sint-Lambertus is de patroonheilige van Bevingen.
Deelgemeenten: Aalst · Brustem · Duras · Engelmanshoven · Gelinden · Gorsem · Groot-Gelmen · Halmaal · Kerkom-bij-Sint-Truiden · Ordingen · Runkelen · Sint-Truiden · Velm · Wilderen · Zepperen

Overige kernen: Bevingen · Kortenbos · Melveren · Metsteren · Senselberg

Belgische gemeenten · Arrondissement Hasselt · Limburg · Vlaanderen